# Bohumil Mathesius
Bohumil Mathesius (14. července 1888 Praha – 2. června 1952 Praha) byl český básník, překladatel, editor, publicista a literární vědec (rusista), bratranec jazykovědce Viléma Mathesia.

## Život a dílo
V letech 1898–1906 navštěvoval gymnázium v Truhlářské ulici v Praze, v letech 1906–1912 studoval na Univerzitě Karlově obory čeština a francouzština. V roce 1909 debutoval v almanachu Kniha mladých povídkou Hans Plum v divadle. Po jednoleté vojenské službě (1912–1913) učil na gymnáziu v Praze-Smíchově. Roku 1914 byl mobilizován a na srbské a italské frontě, kde byl celou I. světovou válku byl dvakrát raněn. 1919 odešel jako vojenský dobrovolník na Slovensko, kde po demobilizaci působil jako úředník. Do Prahy se vrátil v roce 1921. V roce 1925 byl členem výboru Společnosti pro kulturní a hospodářské sblížení s Novým Ruskem. V letech 1926–1927 redigoval spolu s Františkem Xaverem Šaldou a Juliem Fučíkem časopis Tvorba. V roce 1927 spoluzakládal Literární noviny a v letech 1934–36 byl jejich šéfredaktorem. Od roku 1945 byl profesorem Univerzity Karlovy pro ruskou a sovětskou literaturu. Zemřel na rakovinu a je pohřben v Praze-Strašnicích.  V únoru 1948 podepsal výzvu prokomunistické inteligence Kupředu, zpátky ni krok!, jež byla poprvé publikována dne 25. února 1948 pro podporu komunistického převratu.
Jako literární vědec se specializoval na ruskou literaturu, ze které přeložil řadu děl. Překládal však též z němčiny, francouzštiny, norštiny a latiny. Velmi uznávanými se staly jeho parafráze a volné překlady staré čínské poezie (Zpěvy staré Číny, Nové zpěvy staré Číny, Třetí zpěvy staré Číny, později i časopisecky publikované Zpěvy nové Číny, zaměřené na moderní čínskou poesii, parafráze byly vytvořeny ve spolupráci se sinologem Jaroslavem Průškem), které velmi ovlivnily celou následující básnickou generaci (velmi silně např. Jana Skácela). Později publikoval i antologii japonských básní tanka pod názvem Verše psané na vodu (ve spolupráci s Vlastou Hilskou). Také přispěl do Ottova slovníku naučného statěmi z ruské literatury.
Jeho manželkou byla herečka a překladatelka Zdenka Tůmová-Mathesiusová (1898–1933).

## Ukázka z díla
MĚSÍC NAD NOVÝMI ŘEKAMI
Měsíc se nabod na hrot orobince,

ohromný narzivělý lampión,

pár kachen táhne ku dědince,

puškvorec voní nad vodou;

ondatra krouhá křehce v rákosině

a vítr zaleh do ostřic –

sám sedím, stín ztracený v dubů stíně,

a hledím na měsíc.

Ze sbírky Babí léto.

## Dílo
- Verše o mamince, lásce a smrti (1918, básnická sbírka)
- Brána pekel (1922, drama)
- Černá věž a zelený džbán (parafráze čínské poezie, 1925)
- Zpěvy staré Číny (parafráze čínské poezie, 1939)
- Nové zpěvy staré Číny (parafráze čínské poezie, 1940)
- Lyrické intermezzo (1940)
- Kdo to řekl? (Slovník citátů, 1940, společně s Jaroslavem Zaorálkem)
- Verše psané na vodu (1943, společně s V. Hilskou, parafráze japonských básní tanka)
- Třetí zpěvy staré Číny (parafráze čínské poezie, 1948)
- Zpěvy Dálného východu (parafráze čínské a japonské poezie z pozůstalosti, 1958)
- Babí léto (1958)

## Překlady
- Alexandr Alexandrovič Blok, Dvanáct (1925)
- Vladimír Majakovskij, 150,000.000 (1925)
- Boris Leonidovič Pasternak, Rok devatenáct set pět (1947)
- Lev Nikolajevič Tolstoj, Kozáci a jiné povídky (1930)
- Fjodor Michajlovič Dostojevskij, Uražení a ponížení (1930)
- Boris Pilňak, Stavíme přehradu (1932)
- Viktor Šklovskij, Teorie prózy (1933)
- Maxim Gorkij, Klim Samgin (1933)
- Alexandr Sergejevič Puškin, Piková dáma a jiné povídky (1931)
- Alexandr Sergejevič Puškin, Měděný jezdec (1938)
- Nikolaj Vasiljevič Gogol, Revizor (1941)
- Nikolaj Vasiljevič Gogol, Ženitba (1933)
- Nikolaj Vasiljevič Gogol, Hráči (1949)
- Michail Šolochov, Rozrušená země (1930)
- Anton Pavlovič Čechov, Racek (1950)
- Anton Pavlovič Čechov, Višňový sad (1950)
- Alexandr Vasiljevič Suchovo-Kobylin, Smrt Terelkinova (1935)
- Alexandr Vasiljevič Suchovo-Kobylin, Dramatická trilogie (1949)
- Erich Maria Remarque, Na západní frontě klid (1929)
- Johann Nepomuk Nestroy, Lumpacivagabundus (1939)
- Hans Fallada, Občánek milionářem (1941)
- Friedrich Schiller, Panna Orleánská (1941)
- Gotthold Ephraim Lessing, Mina z Barnhelmu (1941)
- Gotthold Ephraim Lessing, Emilia Galotti (1943)
- Johann Wolfgang von Goethe, Torquato Tasso (1942)
- Johann Wolfgang von Goethe, Ifigenie na Tauridě (1943)
- Anatole France, Názory pana Jeronýma Cignarda (1931)
- André Gide, Návrat ze Sovětského svazu (1936)
- Henrik Ibsen, Peer Gynt (1948)
- Henrik Ibsen, Nápadníci trůnu (1951, společně s Jiřinou Vrtišovou)